# Upravljanje poslovnim sadržajem
Upravljanje poslovnim sadržajem (engleski: Enterprise content management - ECM) rješenje je za upravljanje poslovnim sadržajima, odnosno, omogućuje organizacijama da ujedine sadržaj i pripadajuće poslovne procese kroz jedinstvenu platformu. ECM je kategorija softvera koja pomaže u upravljanju sa svim nestrukturiranim informacijama, odnosno, sadržajem u organizaciji. Ova informacija postoji u raznim digitalnim oblicima: tekstualni dokumenti, inženjerski nacrti, slike, audio i video zapisi itd. ECM omogućava kreiranje sadržaja iz desktop aplikacija u jednostavnim predlošcima za kreiranje sadržaja. Također može dohvatiti i inkorporirati postojeći sadržaj iz različitih izvora.
ECM dodaje inteligenciju kroz kategorizaciju, klasifikaciju i tipove dokumenata kako bi se dokumenti mogli pretraživati i dohvaćati brže i efikasnije. ECM također upravlja pregledom, revizijama i procesom odobrenja za svaki dio sadržaja u skladu s definiranim poslovnim pravilima što se zove workflow i lifecycle management. ECM također kontrolira objavljivanje sadržaja kroz više kanala. Isti sadržaj može biti objavljen istovremeno na web stranicama, na faksu, printan kao tekst dokument i poslan na bežični uređaj.

## O ECM -u
ECM je integrirani sustav koji podržava sljedeća područja:
- Document Management – Upravljanje dokumentima za klasifikaciju, pohranu i pretraživanje dokumenata, kontrolu verzija te prava pristupa i sigurnost dokumenata.
- Web Content Management – Upravljanje sadržajima na webu omogućuje automatizaciju objave sadržaja te mogućnost upravljanja promjenjivim sadržajem na webu.
- Records Management – Upravljanje zapisima koje prati pravne i poslovne aspekte dokumenta, brine se o rokovima čuvanja i arhiviranja te osigurava zakonsko, pravno i poslovno usklađenje
- Document Imaging – Digitalizacija dokumenata – sučelje za skeniranje, pretvorbu i upravljanje papirnatim dokumentima.
- Document-Centric Collaboration – Podrška poslovnoj suradnji omogućuje dijeljenje mapa i dokumenata, podršku projektnom radu, diskusijama i porukama po dokumentima i predmetima bilo da se radi o projektnom ili virtualnom timu.
- Upravljanje digitalnom imovinom - Učinkovito upravljanje grafičkim, multimedijalnim datotekama, streaming audio, video zapisima i drugim multimedijalnim sadržajima.

## Upravljanje dokumentima
Kompanije u visoko reguliranim industrijama kao što su farmaceutika, vlada i financijske usluge već neko vrijeme prepoznaju potrebu za preciznim rješenjima za kontrolu sadržaja. Ta se rješenja oslanjaju na EDM (sustavi za upravljanje dokumentacijom) kako bi omogućili provjerljivu usklađenost sa standardima i izbjegli kazne i zatvaranja što bi moglo žestoko utjecati na profitabilnost. Imperativ je u ovim organizacijama da se sadržaj, kao što su standardne operativne procedure, liste podataka o sigurnosti materijala ili zapisi o kupcu, pažljivo kontrolira kako bi se postigla regulatorna usklađenost i standardi kvalitete.
Ove organizacije, zajedno s još puno njih, dijele potrebu za kontrolom i distribucijom kritičnih dokumenata na sistematičan način. Širenjem interneta i e-trgovine, ta je potreba dramatično narasla u sve većem broju kompanija, u gotovo svim privrednim granama.

### Ključne komponente EDM rješenja
- Kreiranje sadržaja: integracija sa standardnim autorskim alatima industrije, kao što su Microsoft Word, Microsoft Excel i Macromedia Dreamweaver.
- Kontrola verzija omogućuje praćenje glavnih i sporednih verzija dokumenta
- Usluge knjižnice: osigurava sposobnost prijave / odjave i provodi korisnički specifične modele kao što su upravljanje virtualnim dokumentima i upravljanje višejezičnim prikazom
- Tijek rada: definira i automatizira poslovni proces koji se povezuje s kreiranjem i distribucijom dokumenata
- Upravljanje životnim ciklusom – identificira i uspostavlja faze dokumenta kao što su pregledan, odobren, objavljen, arhiviran, povučen.
- Pretraživanje na temelju atributa i pretraživanje cijelog teksta- dopušta korisnicima pretraživanje velikog seta informacija u situaciji kada se ne zna kako je ta informacija organizirana ili pohranjena.
- Izvorni XML dohvat i stvaranje: odvaja informaciju od prikaza.
- Prikazi - kreira verzije u drugim formatima kao što su PDF i HTML za bilo koji kanal ili uređaj
- Otvoreni API-ji: omogućuje bržu integraciju s naslijeđenim sistemima i vodećim poslovno-kritičkim aplikacijama.
- Arhitektura usklađena sa standardima: podržava XML u kreiranju optimalnog razvojnog okružja
- Neograničena skalabilnost: upravlja milijardama podataka
- Globalna platforma: lokalni jezik, kultura, valuta
- LDAP, SSL i potpora digitalnim certifikatima: ključno za elektroničko podnošenje prijava i trgovinu putem interneta
- User-and role-based security: kontrolira način na koji se dokumenti pregledavaju, modificiraju, odobravaju i objavljuju
- Lista kontrole pristupa: kreira skup dopuštenja za definirane grupe i olakšava suradnju izvan vatrozida.

## Upravljanje zapisima
Sustav za upravljanje elektroničkim zapisima omogućava organizacijama efikasnije korištenje vlastitih resursa zbog mogućnosti trenutnog pristupa informacijama, timskog rada i automatizacije poslovnih procesa.
Postoji više kvalitetnih primjera kriterija za upravljanje zapisima. Bez obzira o kojem se modelu radilo, svima su zajednički osnovni zahtjevi prema sustavu za upravljanje zapisima. Kada je riječ o sustavu za upravljanje elektroničkim zapisima, osim već navedenih, potrebno je ispuniti i dodatne zahtjeve:
- Prijem, spremanje, indeksiranje, pretraživanje po svim elementima zapisa kao složene jedinice, i za sve vrste zapisa
- Upravljanje zapisima u okviru zadane klasifikacije ili sustava odlaganja uz očuvanje prirodnog slijeda i veza s drugim dokumentima
- Spremanje metapodataka na razini zapisa
- Integracija elektroničkih i papirnatih dokumenata
- Pouzdano upravljanje i arhiva s ciljem osiguranja autentičnosti i nepromjenjivosti, posebno u smislu zakonskih i regulatornih zahtjeva
- Mogućnost sistematičnog prikaza i korištenja zapisa
- Mogućnost migracije i eksporta u druge formate bez gubljenja cjelovitosti

Da bi sustav elektroničkog upravljanja zapisima mogao funkcionirati, mora imati podršku 3 poslovne razine koje se međusobno isprepliću i nadopunjuju:
- Organizacijska razina – definirani i postavljeni mehanizmi, procedure i kultura
- Procesna razina – integriranost životnog ciklusa zapisa u poslovne procese
- IT razina – infrastrukturne pretpostavke kvalitetnog funkcioniranja sustava upravljanja zapisima

Neupitne su koristi uspostavljenog sustava za upravljanje zapisima:
- Upravljanje "organizacijskom memorijom" i njezin razvoj
- Bolja suradnja između radnih grupa i organizacijskih cjelina
- Transformacija službenika u stručnjake (knowledge workers)
- Brže donošenje odluka
- Jednostavniji pristup svim potrebnim informacijama
- Značajno poboljšana kvaliteta svih usluga
- Upravljanje informacijom kao sredstvom kroz prikupljanje, razumijevanje i dijeljenje
- Niži troškovi poslovnih operacija
- Brža reakcija na promjene

## Upravljanje digitalnom imovinom
Marketinške organizacije traže softver posebno dizajniran za upravljanje digitalnom imovinom kako bi učinkovito upravljali grafičkim, multimedijalnim datotekama, streaming audio, video zapisima i drugim multimedijalnim sadržajima. DAM (digital asset management) donosi poslovnu vrijednost i ROI (povrat investicije) putem inovativnih metoda organizacije, distribucije i praćenja digitalnih i fizičkih medija kroz višestruke kanale. 
Nadalje, DAM osigurava mogućnost učinkovitog premještanja digitalnog sadržaja duž lanca opskrbe kroz proizvodnju, post-proizvodnju i proces distribucije. DAM rješenja omogućuju napredne mogućnosti upravljanja multimedijalnim sadržajem, dopuštajući kompanijama da pojednostavne i ujedine upravljanje svim multimedijalnim i slikovno-bogatim sadržajem.
Ključne komponente DAM rješenja:
- Unos sadržaja: sprema, registrira i indeksira razne digitalne sadržaje u repozitoriju
- Analiza sadržaja: indeksira svu imovinu po ulasku u repozitorij i izvlači specifična svojstva medija
- Identifikacija sadržaja: koristi metapodatke, thumbnail ikone, down-sampled audio i druge nisko-rezolucijske verzije kako bi se brzo lociralo i identificirao digitalni sadržaj
- Sigurnost sadržaja: omogućuje višerazinski sigurnosni model koji se može primijeniti na imovinu, individualne korisnike i korisničke grupe
- Dohvat grupe podataka: lako dohvaća, uvozi i premješta velik broj podataka u repozitorij
- Sposobnost desktop editiranja: integrira s vodećim nelinearnim desktop-softverom za editiranje radi pojednostavljivanja off-line proizvodnje
- Streaming audio/video zapisi - integracija s popularnim streaming serverima, pruža korisnicima mogućnost praćenja takvih medija bez čekanja na dugo skidanje datoteka
- Upravljanje prikazom: upravlja povezanim datotekama koje se pojavljuju u više formata kao jednim objektom, olakšavajući na taj način pretraživanje, ponovnu upotrebu i praćenje
- Transformacija: automatizira standardne medijske transformacije kao što su MPEG u AVI, podešavanje veličine, rezanje itd.

## Podrška poslovnoj suradnji
Podrška poslovnoj suradnji putem interneta postaje u sve većoj mjeri preferirani način razmjene informacija, komunikacije djelatnika koji se bavi znanjem i podatcima. Ovi alati omogućavaju dinamičku i fleksibilnu okolinu za spajanje, povezivanje ljudi te im tako uvelike pomaže pri rješavanju kompleksnih ciljeva ili fokusiranju na rezultate.
Integrirajući ECM s podrškom poslovnoj suradnji omogućava timovima da djeluju i rade zajedno pri ostvarivanju zajedničkog cilja, a ujedno mogu skupljati, pohranjivati te arhivirati sadržaj koji je nastao tijekom suradnje. Jedinstveno rješenje koje spaja ove dvije tehnike omogućuje distribuiranim timovima da s većom efikasnošću donose odluke, strategije, planiraju i dolaze do konsenzusa izgrađujući nove proizvode. Također lakše će koordinirati lancem nabave, bit će dostupniji klijentima, te s manje muke raditi na poslovno važnim inicijativama. Kako je sav ovaj sadržaj pohranjen unutar poslovnog ECM sustava, ujedno je i dostupan cijeloj organizaciji. Pojedinci koji nisu unutar samog projektnog tima mogu također biti autorizirani za pristup tim podatcima pa tako imaju mogućnost ponovnog korištenja, referenciranja, pretraživanja, objavljivanja tih informacije eliminirajući tako nepotrebnu redundanciju.
S ovakvim integriranim rješenjima, poslovne organizacije spajajući upravljanje sadržajem sa suradnjom ostvaruju bolje rezultate u obje tehnologije koja proizlazi direktno iz povećane produktivnosti, minimalizaciji troškova, a na kraju i mogućnostima koje otvara važna informacija koja se našla na tržištu točno kada je i treba. 
 
Ključne komponente kolaborativnih rješenja:
- Real-time razmjena podataka – Podržava sobe za sastanke, diskusijske nizove, virtualne sastanke, dijeljenje podataka i radne površine, te pisanje po radnoj ploči.
- Dijeljenje sadržaja -  Omogućava korisnicima da pristupaju dijeljenim dokumentima, ilustracijama, fotografijama, prezentacijama, animacijama, video sadržajem, te ostalim sadržajima iz raznih izvora.
- Alati za potporu projekata – Omogućava alate, kao kalendar i automatsko slanje e-mail poruka, unutar dijeljenog radnog prostora koji pomažu projektnim timovima pri upravljanju kompleksnim zadatcima.
- Unutar-organizacijski hodogram – Omogućava učesnicima svih strana svijeta i raznih organizacije da sudjeluju u kolaboraciji bez ikakvih većih zahtjeva i predradnji
- Virtualni timovi – Omogućava radnu okolinu za ad-hock okupljanje tima geografski udaljenih odjela, organizacija i vremenskih zona.
- Integracija s ECM platformom – Integrira temeljne ECM funkcije, kao centralni repozitorij, hodograme te biblioteke.
- Jaka sigurnosna zaštita – Omogućava sigurnu radnu okolinu za kolaboraciju te po potrebi uključuje SSL enkripciju, digitalne potpise, te ostale sigurnosne zaštite

## Upravljanje sadržajima na webu
Sustav za upravljanje web sadržajem (engleski Web content management)predstavlja programsko rješenje za upravljanje sadržajem na web stranicama novije generacije. Može se reći da je WCM modularna Internet bazirana aplikacija za upravljanje sadržajima na internetu. Sustav se sastoji od administrativnih modula i za njegovo korištenje nije potrebno poznavanje tehnologije izrade web stranica.
Osnovna namjena sustava za upravljanje web sadržajem ili WCM-a je mogućnost izmjene informacija na stranici bez potrebe za stranom ili internim tehničkim odjelom. WCM pojednostavljuje proces izmjene informacija na stranici, smanjuje troškove održavanja stranice stvarajući učinkovitiji i jednostavniji proces održavanja stranica i omogućava povećanje frekventnosti osvježavanja sadržaja.
Ključne komponente WCM rješenja
- Aplikacija za upravljanje sadržajem omogućava autoru upravljanje izradom, izmjenama ili uklanjanjem dijelova edukativnog sadržaja, bez stručnog poznavanja tehnologije kojom se sam sadržaj izrađuje.
- Aplikacija za izlaganje sadržaja omogućava komunikaciju s korisnicima. Za pripremu i publiciranje materijala dovoljan je bilo koji preglednik mrežnih sadržaja. Nakon što su struktura stranica i dizajn gotovi, standardizirani predlošci dopuštaju modificiranje postojećeg i dodavanje novog sadržaja, a da prilikom toga izgled i struktura stranica ostaju nepromijenjeni. Dobar WCM zahtijeva minimalnu obuku i nikakvo specijalističko znanje. Sve izmjene obavljaju se unutar normalnog internet preglednika. To znači da nema potrebe za dodatnim softverom, a izmjene je moguće unijeti s bilo kojeg računala povezanog na internet.

## Digitalizacija dokumenata
Mnoge se organizacije (financijske, osiguravateljske, vladine, zdravstvene) u pružanju svojih usluga još uvijek oslanjaju na poslovne procese bazirane na manualnom radu i papirologiji. Dokumenti se moraju sakupljati u papirnate datoteke i usmjeravati kroz složeni radni tijek. Nažalost, rad s velikim volumenom papirnatih dokumenata i datoteka predstavlja nekoliko izazova:
- Upravljanje volumenom i raznolikošću: upravljanje samim volumenom može biti zastrašujući zadatak, posebno kada organizacija mora procesirati širok raspon tipova i formata dokumenata.
- Neučinkovitost i troškovi: U odnosu na digitalne slike, papirnati dokumenti su skupi za procesiranje, teško ih je tražiti, locirati, pronaći, dijeliti i upravljati njima u tijeku rada. Nadalje, papirnati dokumenti se mogu procesirati samo slijedno, jedan po jedan.
- Pristup informacijama: Dokumenti su pokretačka snaga vaše organizacije. Upravljanje poslovnim informacijama putem papirologije ne pruža vašim zaposlenicima globalan pristup informacijama na njihov zahtjev bez čega se ne može osigurati cjeloviti pogled na podatke o klijentima i na poslovne transakcije.
- Usklađenost sa standardima: U okruženju koje se bazira na papirologiji može biti teško uspostaviti učinkovitu kontrolu i nadzor aktivnosti kako bi se osigurala usklađenost sa standardima.
- Služba za klijente/korisnike: Nezgrapni poslovni procesi koji se temelje na papirologiji mogu produljiti vrijeme korisnikova odgovora te na taj način uzrokovati poslovni gubitak i veće nezadovoljstvo. Osim toga, predstavnicima službe za klijente neophodan je pristup nestrukturiranim informacijama o klijentu kako bi mogli riješiti slučaj jednim pozivom.

Prednosti digitalizacije papirnatih dokumenata i informacija:
- Smanjuje operativne troškove - pripremu dokumenata, unos podataka itd.
- Smanjuje troškove papira - izgubljenih, duplikata, otpremljenih, riješenih, pohranjenih itd.
- Poboljšava kvalitetu informacija koje pokreću vaše kritične poslovne procese
- Ubrzava poslovne procese – neposredan pristup svim informacijama i pomoćnoj dokumentaciji
- Stroža kontrola usklađenosti – provodi se elektroničko umirovljenje
- Osiguran brzi povrat investicije

## Vanjske poveznice
ECM Enterprise Content Management, Ulrich Kampffmeyer. Hamburg 2006, ISBN 978-3-936534-09-8 nevaljani ISBN (English, French, German), PDF.